# Erika Schmied
Erika Schmied, geb. Schmidt (* 18. Juli 1935 in Uelzen/Niedersachsen)  ist eine deutsche Grafikerin und Fotografin.

## Leben
Erika Schmidt wurde in Uelzen/Niedersachsen geboren. Nach einer Ausbildung zur Fotografin studierte sie von 1957 bis 1961 an der Hochschule für bildende Kunst in Hamburg Kunst und Kunstgeschichte. 1961 ging sie zum Verlag Hoffmann und Campe mit dem Auftrag, die Merian-Monatshefte neu zu gestalten und grafisch zu betreuen. Von 1985 bis 1993 war sie dort Redakteurin für Kunst und Kultur. Seit den 1960er Jahren gestaltete sie die Kataloge der Kestner-Gesellschaft in Hannover und seit den 1990er Jahren die Programme der Internationalen Sommerakademie für Bildende Kunst in Salzburg. 
1966 heiratete Schmied den Kunsthistoriker, Ausstellungsmacher und Schriftsteller Wieland Schmied (1929–2014). Sie haben gemeinsam zwei Töchter. Sie lebt in Vorchdorf/Oberösterreich.

## Fotografisches Werk
Neben der Gesamtgestaltung einer Reihe der Merian-Monatshefte zwischen 1961 und 1993 gestaltete sie eigene Fotoausstellungen über Thomas Bernhard in München, Frankfurt, Salzburg, Madrid, Wien, Hannover, Rouen und Paris. Ihre Porträtfotos von Künstlern (Giorgio De Chirico, Max Ernst, David Hockney, Friedensreich Hundertwasser u. a.) sowie Schriftstellern (Thomas Bernhard, H.C. Artmann, Peter Kurzeck u. a.) erschienen in vielen Biografien und Sammelwerken.

## Bildbiografien und Porträtbände
- Thomas Bernhards Häuser, Text von Wieland Schmied, 1995.
- Thomas Bernhards Welt, Text von Wieland Schmied, 1999.
- Thomas Bernhards Österreich, Text von Wieland Schmied, 2000.
- Thomas Bernhard und der Tierpräparator Höller, Text von Hans Höller, 2004.
- Hundertwassers Paradiese, Text von Wieland Schmied, 2004.
- Der Miglbauer. Das Leben – Die Gräber – Der Schnaps, Text von Friedrich Gruber, 2006.
- Hermann Nitsch. Der Mensch hinter seinen Aktionen, Text von Wieland Schmied, 2006.
- Thomas Bernhard. Leben und Werk in Bildern und Texten, Text von Wieland Schmied, 2008.
- Im Profil – Künstlerportraits, Text von Petra Kipphoff, 2010.
- Peter Kurzeck. Der radikale Biograph, Text von Manfred Pabst, 2013.
- Gegen den Strom. Bilder und Texte zur Biographie von Wieland Schmied, 2016.
- Das zweite Gesicht. Fotografien. Mit e. Vorw. von Walter Grasskamp, 2018.

## Auszeichnungen
- 2001  Österreichisches Ehrenkreuz für Wissenschaft und Kunst I. Klasse